# Mănăstirea El Escorial
Mânăstirea El Escorial din Spania a fost construită de Filip al II-lea al Spaniei și proiectată de arhitectul șef Juan Bautista de Toledo, proiect pus în practică de discipolul său Juan de Herrera.
Mănăstirea este situată la poalele muntelui Abantos din munții Sierra de Guadarrama și a fost construită din ordinul regelui Filip al II-lea al Spaniei, pentru a comemora victoria armatei sale în bătălia de la San Quentin 10 august 1557 asupra trupelor regelui Henric al II-lea al Franței. Construcția mănăstirii a început în 1563. Edificiul a fost terminat în 1584. În interior cuprinde: Palatul lui Filip al II-lea, Palatul Burbonilor, Bazilica, Conventul, Muzeul, Biblioteca regală, Colegiul, Seminarul, Spitalul muncitorilor și Botica.

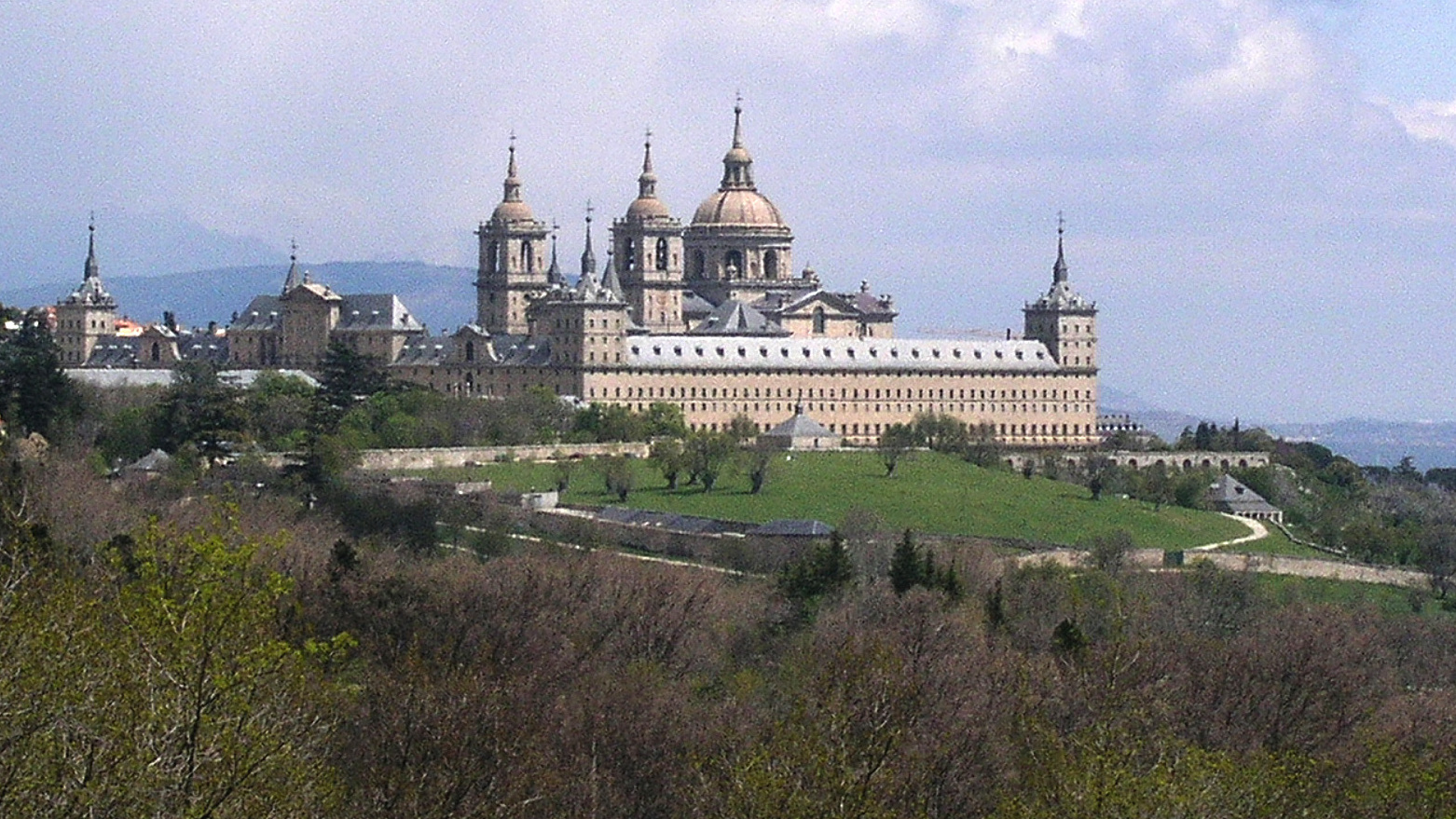
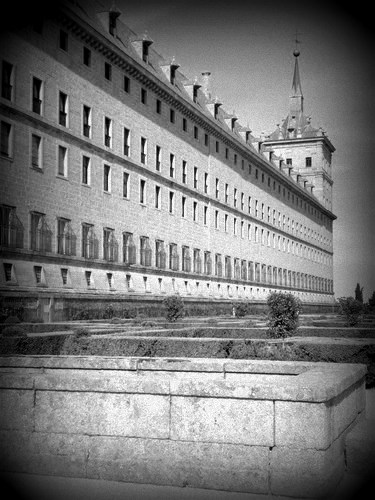
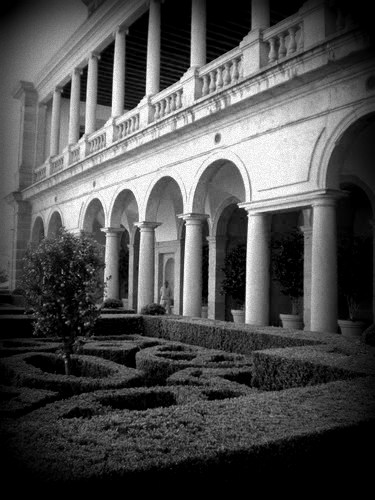
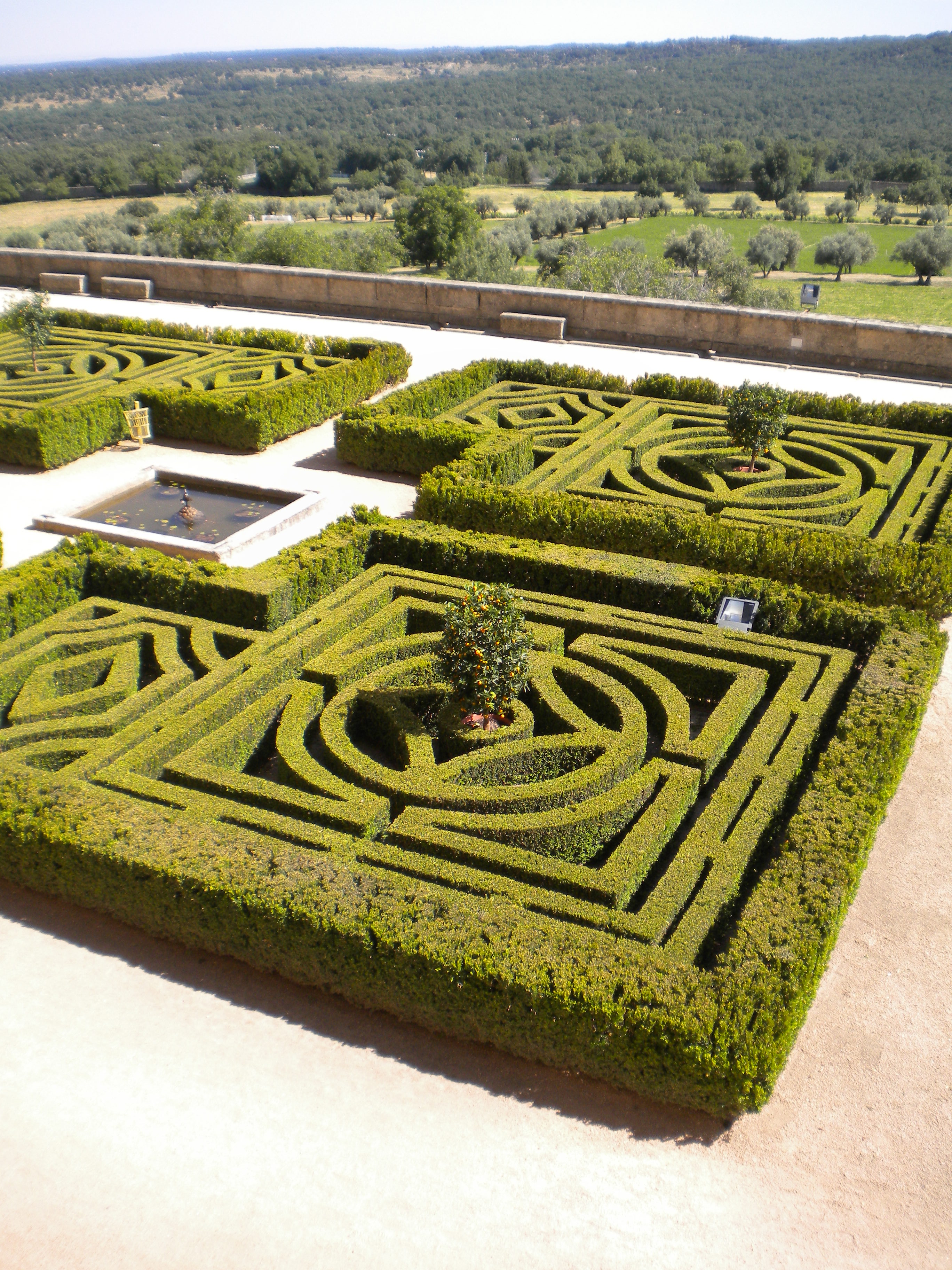
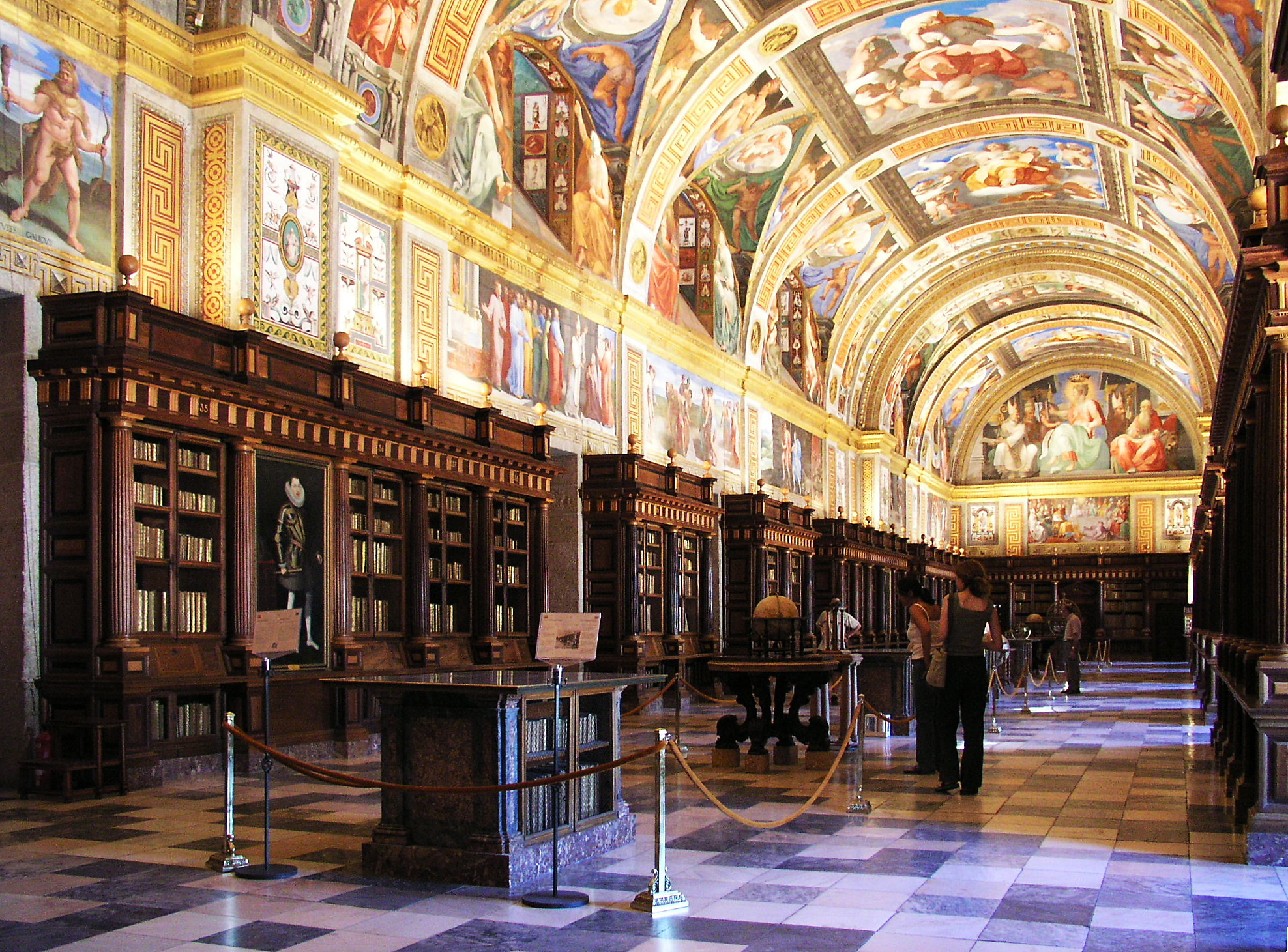
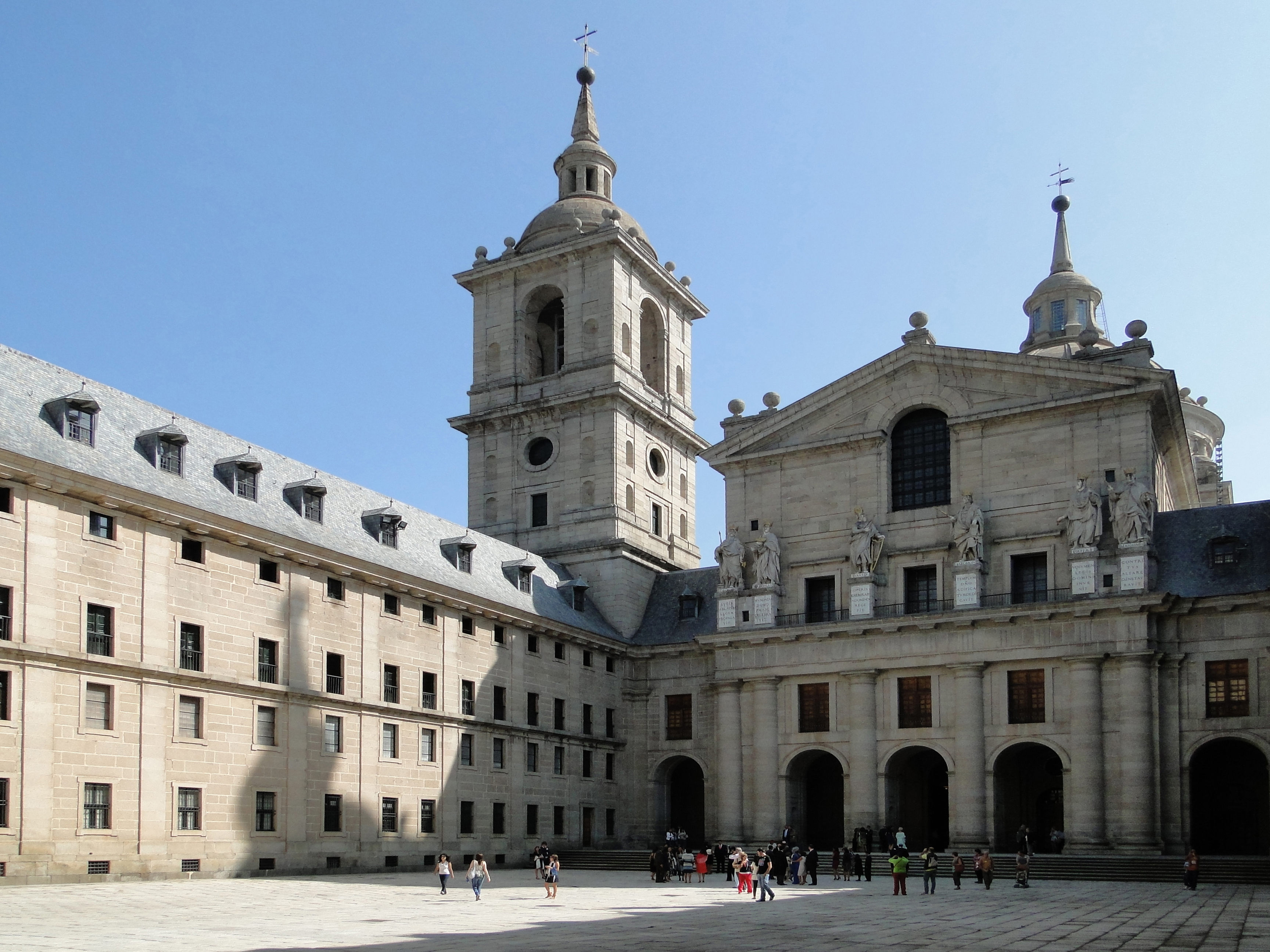
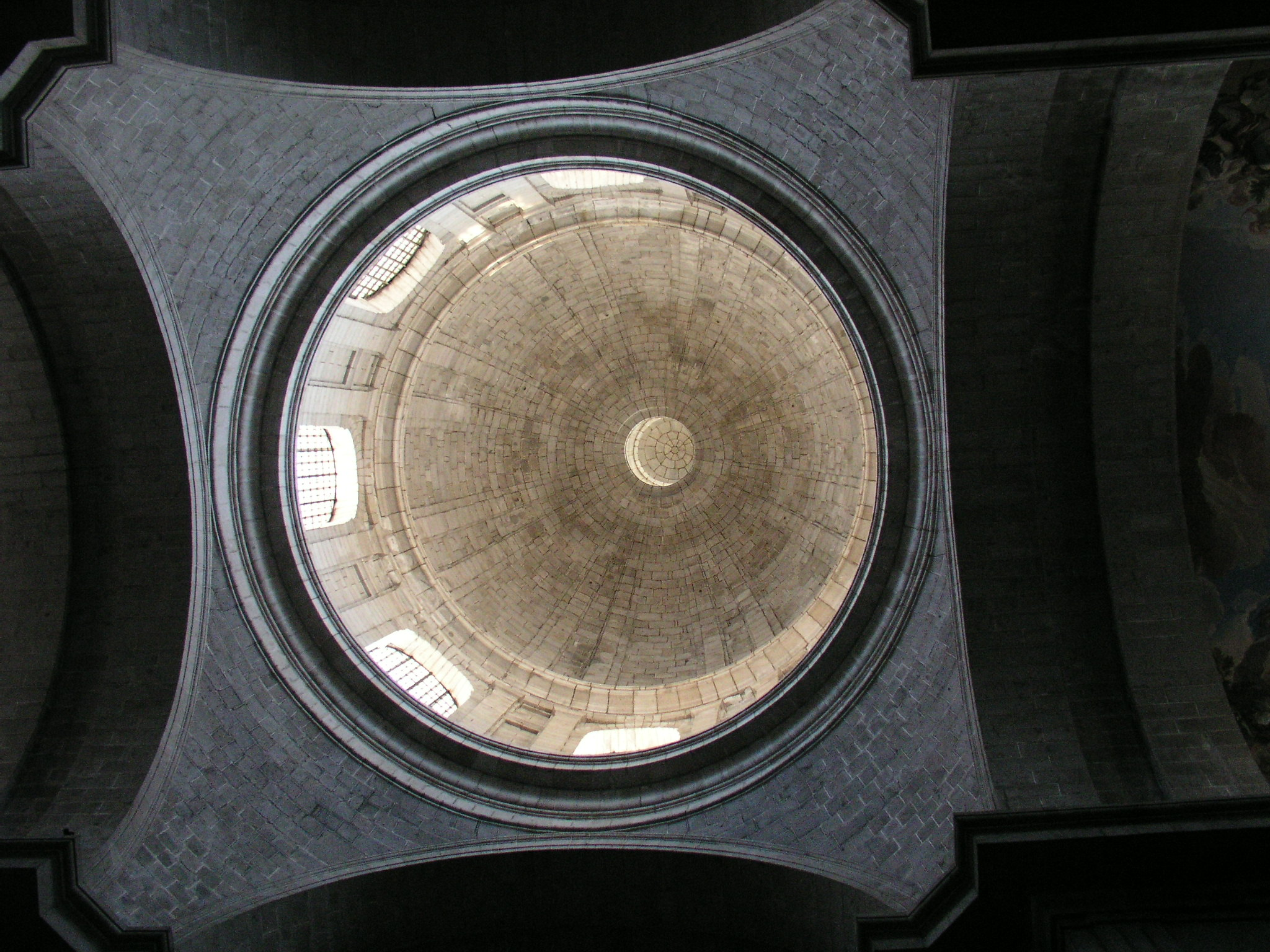
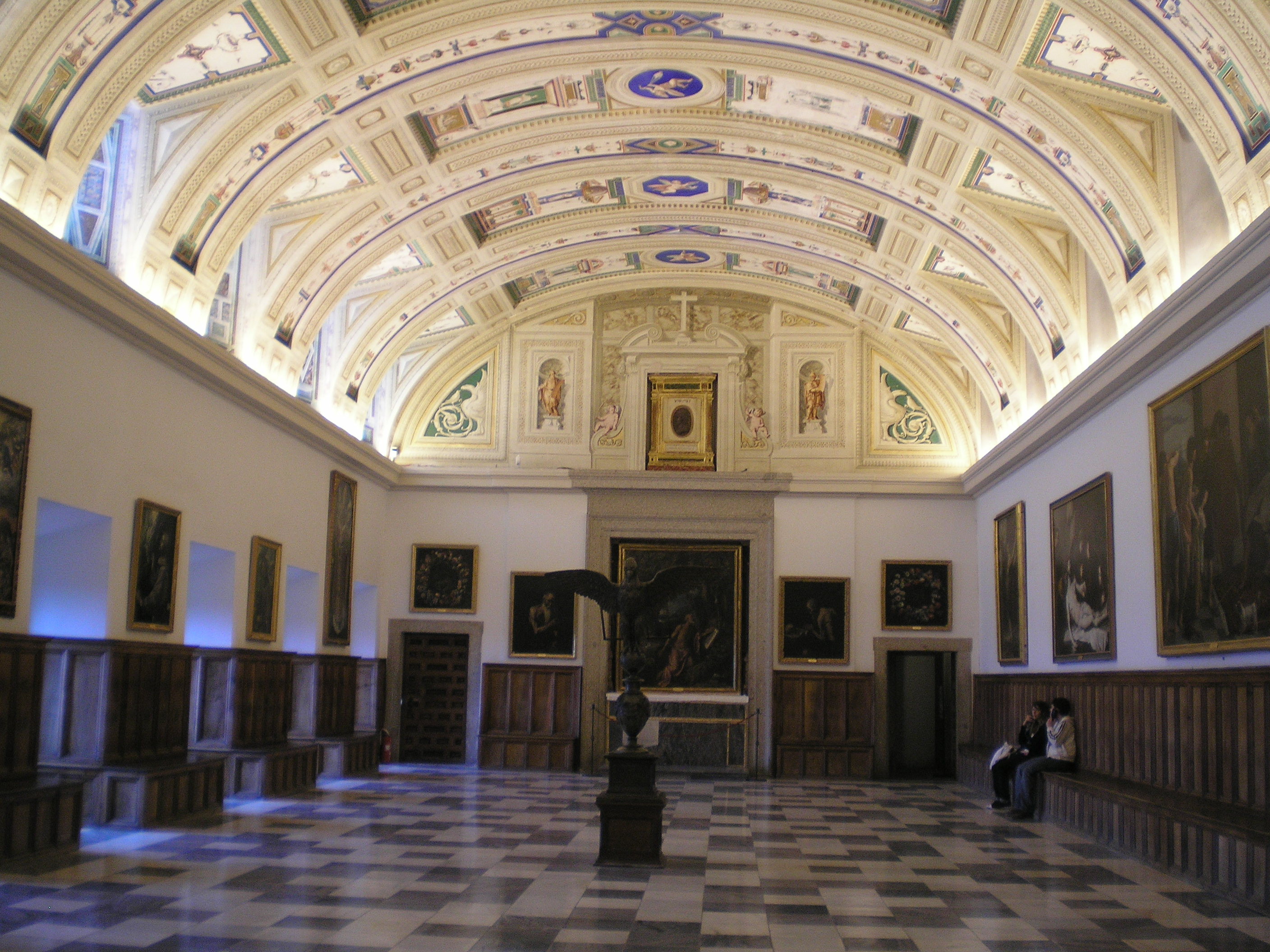

## Literatură
- Julián Zarco Cuevas (Ed.): Documentos para la historia de San Lorenzo el Real de El Escorial. 4 Vol., Madrid 1916–1924.
- Georg Weise: Der Eskorial als künstlerischer Wesensausdruck der Zeit Philipps II. În: Spanische Forschungen der Görresgesellschaft 5 (1935), S. 337–360. (tradus în spaniolă și italiană)
- Cornelia von der Osten-Sacken: San Lorenzo el Real de el Escorial. Studien zur Baugeschichte und Ikonologie. Mäander-Kunstverlag, Mittenwald 1979.
- George Kubler: Building the Escorial. Princeton, N.J. 1982.
- Juan Rafael de la Cuadra Blanco: King Philip of Spain as Solomon the Second. The Origins of Solomonism of the Escorial in the Netherlands. (PDF) În: Wim de Groot (Ed.): The Seventh Window. The King's Window donated by Phillip II and Mary Tudor to Sint Janskerk (1557). Verloren Publishers, Hilversum 2005, ISBN 90-6550-822-8, S. 169–180.
- Henry Kamen: The Escorial. Art and Power in the Renaissance. Yale University Press, New Haven 2010.